# Mahidi

T-Shirt-Beschriftung der Mahidi

Die Mahidi (indonesisch Mati Hidup Integrasi dengan Indonesia oder Mati Hidup Demi Integrasi, deutsch Tod oder Leben für die Integration) war eine der pro-indonesischen Milizen, die 1999 im besetzten Osttimor die Bevölkerung im Umfeld des Unabhängigkeitsreferendums terrorisierten.
Chef der Miliz war Câncio Lopes de Carvalho. Im Dezember 1998 belebte er im Auftrag der Kopassus eine pro-Integrations-Jugendbewegung wieder, die er in den frühen 1990er Jahren geführt hatte. Er benannte sie in Mahidi um. Am 1. Januar 1999 wurde die Miliz, im Beisein der Chefs der indonesischen Polizei und des Militärs in Ainaro, feierlich vereidigt. Einige Mitglieder sollen in die Miliz gepresst worden sein. Carvalhos Bruder Nemecio (auch Remecio oder Remesio) bekleidete in der Miliz den Posten eines Nachrichtenoffiziers. Die Miliz wurde infolge der zunehmend militanteren Stimmung der Unabhängigkeitsbefürworter im Distrikt Ainaro gegründet. Einige Häuser waren in Flammen aufgegangen. Im April 1999 hatte Mahidi 1.000 bis 2.000 Mitglieder und um die 500 Schusswaffen. Carvalho erzählte in einem Interview der BBC, er habe eine automatische Waffe vom militärischen Kommando in Ainaro erhalten.
Ihr Hauptquartier hatte Mahidi in Cassa im Süden des Distrikts. Ableger gab es in jedem Dorf von Ainaro. Ein zweites Zentrum wurde in Manutaci unter Daniel Pereira gegründet. Teilweise dehnten sich die Aktivitäten der Miliz unter Zumalais Regionalkommandant Vasco da Cruz bis in den Nachbardistrikt Cova Lima aus. So beim Kirchenmassaker von Suai.

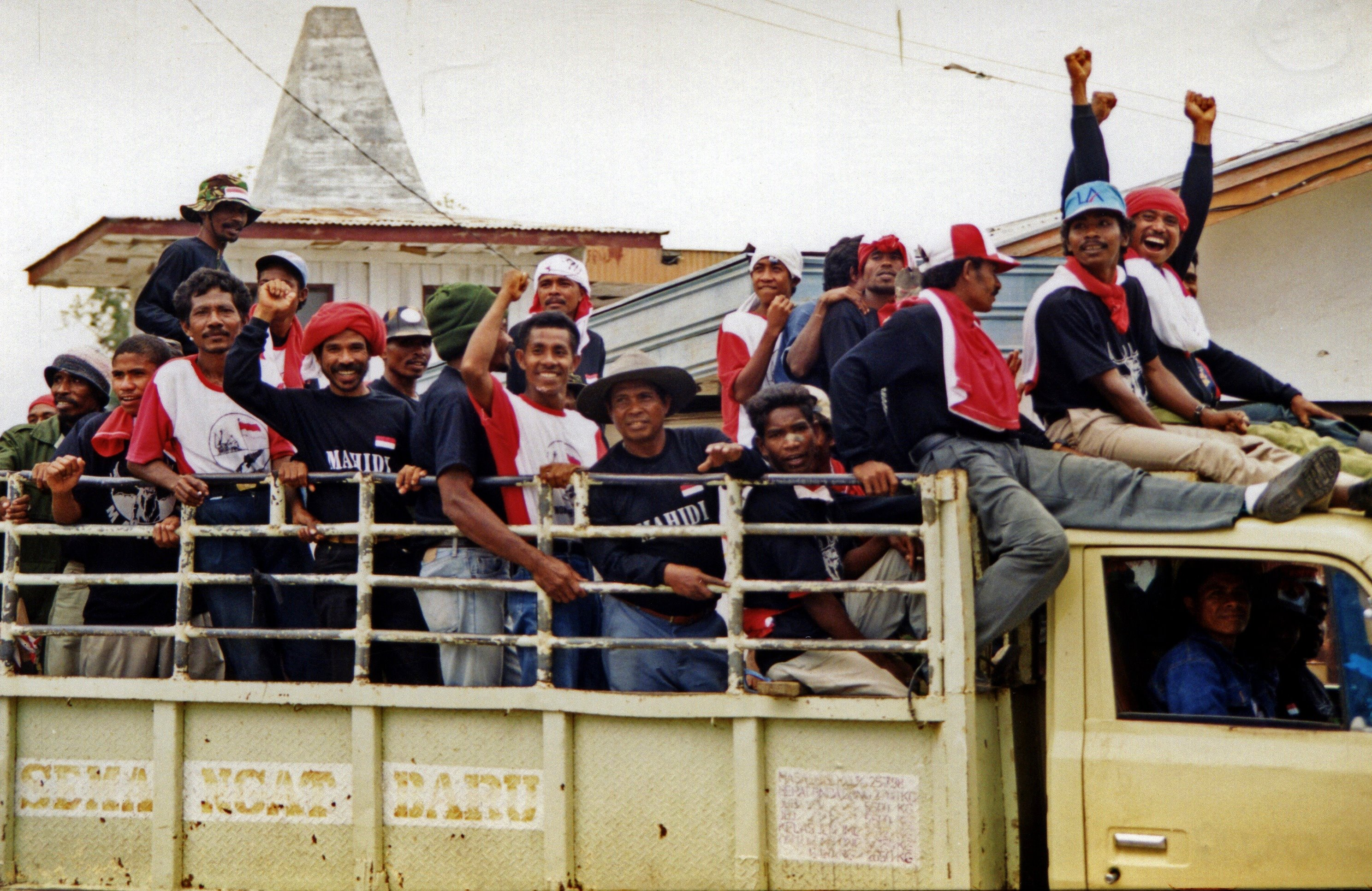
Mitglieder von Mahidi (1999)

Im Laufe des Jahres 1999 begingen die Milizionäre während der Operation Donner eine Vielzahl von Gewalttaten. Erst mit Eintreffen der internationalen Eingreiftruppe INTERFET hatte die Gewalt ein Ende. Carvalho ging in das indonesische Westtimor, wo er sich niederließ. Im Januar 2000 drohte er, mit seinen Milizionären die lokale Hauptstadt Kupang niederzubrennen, falls Indonesien die osttimoresischen Flüchtlinge zur Rückkehr nach Osttimor zwingen würde. Im Oktober 2000 erklärte Carvalho, er habe Männer seiner Miliz zu Guerillaaktionen nach Osttimor geschickt. Gleichzeitig bot er dem Generalsekretär der Vereinten Nationen Informationen an, über die Verwicklungen der Kopassus bei der Gewalt von 1999, im Gegenzug für eine Amnestie bei einer Rückkehr nach Osttimor. Die UNTAET lehnte ab.
22 Mahidi-Milizionäre wurden am 28. Februar 2003 wegen Verbrechen gegen die Menschlichkeit angeklagt. Dies schloss Mord, Folter, Vertreibung und Verschleppung ein. Unter ihnen Vasco da Cruz, Câncio Lopes de Carvalho, sein Bruder Nemecio und Orlando Baptista. In der Anklage hervorgehoben wurde der Mord an elf Zivilisten und die Vertreibung der Einwohner des Dorfes Mau-Nuno am 23. September 1999, der Mord an zwei Jugendlichen am 3. Januar in Manutaci, der Mord an Unabhängigkeitsbefürwortern am 25. Januar und Mord und Verfolgung von einigen Studenten im Distrikt Cova Lima am 13. April. Alle Angeklagten befanden sich zu diesem Zeitpunkt aber nicht mehr in Osttimor, sondern in Indonesien. Haftbefehle wurden im Distriktsgericht von Dili beantragt und an die Generalstaatsanwaltschaft von Indonesien und Interpol weitergeleitet. Einige Milizionäre wurden zu Haftstrafen verurteilt.